# Olivia Aya Nakitanda
Olivia Aya Nakitanda (sinh ngày 27 tháng 8 năm 1984) là một vận động viên bơi lội người Uganda, chuyên về các nội dung tự do nước rút. Cô đại diện cho quốc gia của mình là Uganda tại Olympic mùa hè 2008, đặt mình trong số 70 người bơi lội hàng đầu trong tự do 50 m.
Nakitanda được FINA mời tham gia thi đấu với tư cách là vận động viên bơi lội 24 tuổi cho đội tuyển Ugandan trong môn tự do 50 m nữ tại Thế vận hội Mùa hè 2008 ở Bắc Kinh. Cô ấy đã ném xuống một thời gian thiêu đốt và thời gian tốt nhất là 29,38 giây để dẫn nhiệt thứ ba, nhưng lại tiếp tục ở vị trí thứ 66 trong tổng số 92 người tham gia.

## Giáo dục
Nakitanda học tại trường phụ huynh Kampala cho trường tiểu học của mình và sau đó tiếp tục đến Namagunga của Mount Saint Mary để học trung học .
Nakitanda tốt nghiệp ngành y tại Đại học Makerere ở Kampala.